# Härad
För andra betydelser, se Härad (olika betydelser).
Ett härad (pl. härad, härader eller häraden) är ett mindre folk- och landområde, vars huvudsyfte ursprungligen verkar ha varit av rättslig natur, nämligen upprätthållandet av allmän ordning och säkerhet.

## Historia
Åldern av häradet och hundaret är omstritt. Tidigare forskare under 1800-talet och början av 1900-talet ville gärna se häradet som en urgermansk skapelse, men idag har man frångått de tankegångarna.
Idag anses hundareindelningen ha skapats under 900-talet, som en del i uppbyggnaden av ledungsflottor. Hundareindelningen såsom vi känner är troligen inte äldre än från omkring 1100, och bland annat Mats G. Larsson anser att hundradet från början inte varit geografiskt bundet utan kopplat till ledungsbefälhavare och personligt. Åldern på häradet som ett område kring en ting(splats) för rättsliga frågor är likaså oklart. Området för ett härad fick fastare gränser först med att den kristna kyrkans socknar eller territorialförsamlingarna etablerades på 1100- och 1200-talen. Häradets område utgjordes därefter av ett antal socknar. Från denna tid finns också skriftliga källor till existensen av härader.
I Norden användes häradsnamnet i hela Danmark, i södra Norge och i de svenska götalandskapen, medan namnet hundare var utmärkande för svealandskapen. I dessa förekom även benämningen härad, men betecknade då en socken eller mindre bygd. Benämningen hundare undanträngdes under unionstiden av ordet härad. I Bergslagen använde man i stället benämningen bergslag och i Roslagen skeppslag. I de norrländska landskapen infördes däremot aldrig någon häradsindelning och i Dalarna har endast ett härad funnits (Folkare härad, som dock möjligen tidigare kan ha tillhört Västmanland). Hela Dalarna kallades Dala hundare.
Det äldre lokala tingsdistriktet, det vill säga rätts- och förvaltningsområdet, låg inom en lagsaga (landskap).
Den dömande instansen, häradsrätten, hade att röra sig inom sitt tingslag. Det förekom att flera mindre härader slogs samman för att bilda ett tingslag men även att stora härader delades upp i flera tingslag. I äldre tid var det relativt vanligt att en socken var delad mellan två eller fler härader. I slutet av 1800-talet och början av 1900-talet genomfördes dock förenklingar av häradsindelningen och efter detta sammanföll i de flesta fall härads- och sockengränserna.

### Historiska och nuvarande ordformer
Härad, fornsvenska hæraþ(-e) och liknande, hade på äldre nysvenska även formen härade; och motsvarar isländska hérað, nynorska herad, bokmål och danska herred. Härad har tre pluralformer (härad, härader och häraden) och två bestämda pluralformer (häradena, häraderna). En skillnad har uppkommit mellan finlandssvenskt och sverigesvenskt språkbruk: i finländsk lagstiftning används pluralformerna flera härad, de häradena, medan i Sverige (där ordet ej används i lagstiftning), härader och härad är de vanligaste pluralformerna och häraderna den vanligaste bestämda pluralformen.

## Länder

### Danmark

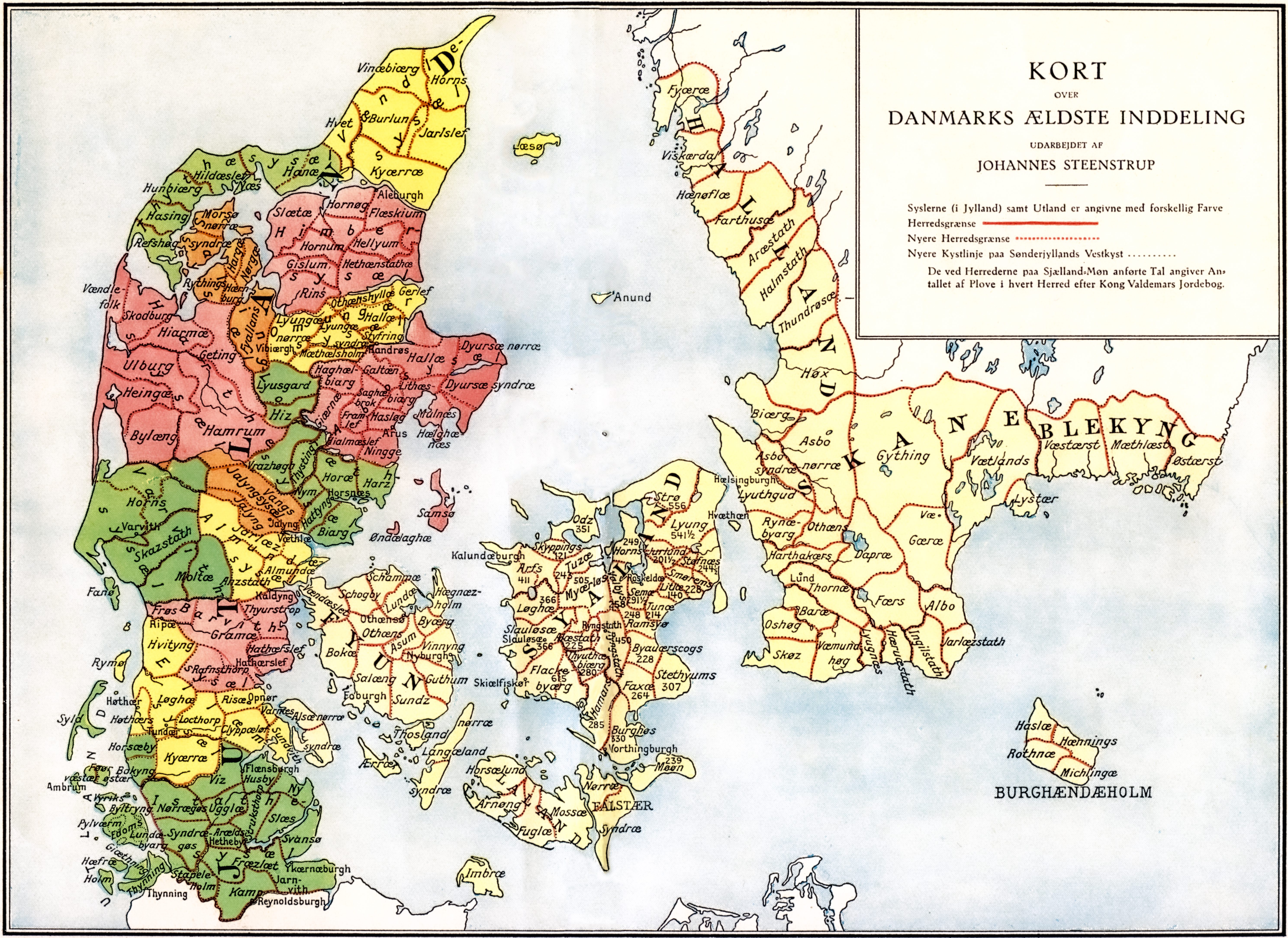
Karta över medeltidens Danmark, som visar herreder och sysler

Det danska herredet motsvarade ganska nära det svenska häradet och var föga betydande i kommunalt hänseende. Det danska herredet delades i mindre enheter birkar.

### England
I England skapades en indelning i hundare ("hundred") av germanska inflyttare på 600-talet. Se Hundare (England).

### Finland
Före år 1809 se härads historia ovan.
I Finland var häradet (kihlakunta) ett från den judiciella indelningen oavhängigt förvaltningsområde, som någon gång till omfånget sammanföll med den större kretsen för rättskipningens verksamhet, domsagan. Häradets tjänstemän var kronofogde, häradsskrivare samt ett antal kronolänsmän. Häradenas antal var 1909 totalt 51. Några gemensamma ekonomiska eller politiska angelägenheter hade sig häradsborna inte anförtrodda att vårda, utan alla sådana var fördelade mellan kommunen, tingslaget och domsagan.
Finland var från 1996 till 2007 indelat i 90 härader, som var distrikt för rättsväsendet. Se vidare Häradsreformen i Finland.
- se även Lista över finska härader 1910

### Kina
Härad används som översättning för den kinesiska administrativa enheten xian som fortfarande existerar. I Kinas administrativa indelning är häradssnivån den tredje nivån – efter provins- och prefekturnivåerna. Under kejsartiden var häradet den minsta administrativa enheten som hade centralt utnämnda ämbetsmän. Idag finns det en fjärde nivå, sockennivån, där socknar och köpingar utgör delar av ett kinesiskt härad.

### Norge
Det norska herredet var ett område, som bildade primärkommunen och, enligt regeln, sammanföll med prästgället. Herreder (ofta kallat herredskommune) i Norge är det samma som kallas landskommun i Sverige och Finland.
Norska städer (by på norska) ingick inte i herreder, de kallades by eller bykommune, men hette officiellt kjøpstad.
Herredsretten (häradsrätten) hade sin verksamhet inom ett herred, i städerna hette det byrett. Numera är båda sedan 2002 ersatta av tingrett. Herred och by kallas numera alla för kommune.

### Sverige
Den gamla häradsindelningen i Sverige undergick under årens lopp åtskilliga förändringar, särskilt genom den nyare skeppslagsindelningen, men behöll länge sin betydelse som bestämmande de minsta områdena för rättskipningsverksamheten på landsbygden. Under ståndsriksdagens tid hade häraderna, liksom de närmast motsvarande lokala institutioner i andra delar av landet, en viktig politisk roll genom att de var valkretsar vid val av riksdagsmän i bondeståndet. Valet förrättades i allmänhet av socknarnas utsedda ombud. Det var tillåtet för flera härader att förena sig om en riksdagsman, och detta förekom inte sällan då en riksdag var förenad med ansenliga omkostnader för resa och logi, men en på detta sätt vald riksdagsman hade inte mer än en röst i ståndets omröstningar.
I härader och socknar utövades den kommunala självstyrelsen på landsbygden under flera århundraden, och i häraderna förenades på gammalt sätt rättskipning och en del "kommunala" politiska beslut. Häradsindelningen hade sålunda betydelse för flera slag av offentlig verksamhet, däribland även väghållningen. Rikets indelning i fögderier utgick i senare tid från häradsindelningen men under medeltiden var det vanligen slottslänen som var identiska med fögderierna. Den judiciella indelningen kom dock att förändras och en häradsrätts rättskipningsområde blev i senare tid i stället domsagan, vilken kunde bestå av två eller flera härader.
Enligt Byggningabalken i 1734 års lag skulle häradet svara för byggandet av gästgivargårdar, landsvägar, häradsvägar och broar samt uppsättandet av milstolpar, ha tillsyn över häradsallmänningar och fisken, av vilkas avkastning häradet hade inkomster.  Rättegångsbalken ålade häradet att bygga och underhålla tingshusbyggnad, häradsfängelse och häradsarkiv, samt ha ansvaret för den så kallade häradskistan som skulle innehålla olika judiciella handlingar och symboler (till exempel sammanträdesklubba och sigill). Ansvaret för tingshusbyggnaden levde kvar in i senaste tid under det rättsliga begreppet tingshusbyggnadsskyldige.
Den särskilda organisation som häraderna haft för sin verksamhet försvann genom 1862 års kommunalförordningar och väghållningen på landsbygden lades i enlighet med 1891 års väglag från och med år 1895 under särskilda vägdistrikt, vilka dock baserades på häradsindelningen. En kommunal angelägenhet, som enligt lag även efter 1862 angick häradet, var dock vården av häradets allmänning. Bestämmelser om förvaltning av häradsallmänning förekom i kunglig förordning angående hushållningen med de allmänna skogarna i riket 26 januari 1894, och upphävdes genom ny lag om häradsallmänning 1932, vilken 1952 ersattes av nu gällande lag om häradsallmänning. Sedan 1932 utgör häradsallmänningarna en form av samfällighet av de närmast berörda markägarna.
Häradet var även i senare tid ett led i den kommunala organisationen, på så sätt att härads- eller tingslagsindelningen fram till tiden efter andra världskriget var av viss betydelse vid bildandet av valkretsar för landstingsmannaval. Ända in på 1900-talet hade häradet en liten inkomst av de sakören, som enligt äldre lag skulle gå till treskiftes mellan kungen, häradet och målsäganden, för av häradets lott tillföll en tredjedel häradet självt, under det att de andra två tredjedelarna delades lika mellan häradshövdingen och nämnden.
Vägdistrikten försvann genom vägväsendets förstatligande år 1944. Den återstående betydelsen miste häraderna genom fögderiindelningsreformen år 1946 och häradsrätternas avskaffande år 1971. Till följd av detta upphörde man även med att officiellt fastställa häradernas vapen; exempelvis Bara häradsvapen fastställdes av Kungl. Maj:t så sent som år 1969. År 1970 fanns i Sverige totalt 226 härader, varav sex var skeppslag och ett bergslag.

### USA
Counties i delstaterna Delaware, New Jersey och Pennsylvania i USA delades in i härader (hundred) under 1600-talet, som en efterbildning av det brittiska systemet. De överlevde i Delaware och användes för skatteupplysningar och som röstdistrikt fram till 1960-talet, men idag spelar de inte längre någon administrativ roll.
Härader användes som indelning också i Maryland. Carroll County i Maryland skapades år 1836 efter att ha införlivat följande härader från Baltimore County: North Hundred, Pipe Creek Hundred, Delaware Upper Hundred, Delaware Lower Hundred och från Frederick County: Pipe Creek Hundred, Westminster Hundred, Unity Hundred, Burnt House Hundred, Piney Creek Hundred och Taneytown Hundred.
Några platser i det tidiga koloniala Virginia använde dessutom termen härad i namnen, som Martin's Hundred och Flowerdew Hundred.